# Shenbao
Shenbao (kinesiska: 申報?, pinyin: Shēn Bào; egentligen 申江新報, Shēnjiāng Xīnbào), även känd som Shun Pao, Shen Pao, och Shanghai News, var en tongivande dagstidning som publicerades i Shanghai, Kina, mellan den 30 april 1872 och den 27 maj 1949. Namnet är deriverat från ett äldre namn på Huangpufloden, Chunsheng jiang.
Shenbao grundades av den brittiske affärsmannen Ernest Major, men riktade sig till den kinesiska befolkningen, snarare än de europeiska immigranterna. Tidningen var en tongivande röst i samhällsdebatten under det sena 1800-talet, och drev bland annat kampanj mot prostitutionen i stadens opiumhålor.